# Bolitoglossa colonnea
Bolitoglossa colonnea е вид земноводно от семейство Plethodontidae. Видът не е застрашен от изчезване.

## Разпространение
Разпространен е в Коста Рика и Панама.